# 城西病院
城西病院（しろにしびょういん）は長野県松本市城西一丁目にある「社会医療法人城西医療財団」が営む病院。

## 診療科
- 内科
- 神経内科
- 循環器内科
- 消化器内科
- 呼吸器内科
- 心療内科
- 外科
- 整形外科
- 精神科
- アレルギー科
- 小児科
- 皮膚科
- 耳鼻咽喉科
- リハビリテーション科
- 歯科
- 歯科口腔外科

## 沿革
- 1886年（明治19年）11月11日 - 開院。
- 2005年（平成17年）11月21日 - 日本医療機能評価機構の認定（一般・精神・療養200床以上500床未満:バージョン4.0）を受ける

## 診療
- 内科
- 精神科
- 神経内科
- 呼吸器科
- 消化器科
- 循環器科
- 小児科
- 外科
- 皮膚科
- アレルギー科
- 心療内科
- リハビリテーション科
- 歯科　歯科口腔外科

## 病院種別
- 人間ドック施設・療養型病床群併設施設・緊急告知病院

## 交通アクセス
- JR北松本駅のお城口より徒歩4分
- 松本駅（お城口）よりアルピコ交通バス北市内線で「税務署口」バス停下車 後徒歩5分（「城西町」バス停は、2008年12月15日立田線廃止とともに廃止された）